# Вагонер (Илиноис)
Вагонер (енгл. Waggoner) град је у америчкој савезној држави Илиноис.

## Демографија
По попису из 2010. године број становника је 266, што је 21 (8,6%) становника више него 2000. године.
| Група             | 2000.       | 2010.       |
| Белци             | 243 (99,2%) | 263 (98,9%) |
| Афроамериканци    | 0 (0,0%)    | 2 (0,8%)    |
| Азијати           | 0 (0,0%)    | 0 (0,0%)    |
| Хиспаноамериканци | 0 (0,0%)    | 1 (0,4%)    |
| Укупно            | 245         | 266         |